# Pineto
Pineto község (comune) Olaszország Abruzzo régiójában, Teramo megyében.

## Fekvése
A megye délkeleti részén fekszik, az Adriai-tenger partján. Határai: Atri, Roseto degli Abruzzi és Silvi.

## Története
Első említése 1362-ből származik. A következő századokban nemesi birtok volt. Önálló községgé a 19. század elején vált, amikor a Nápolyi Királyságban felszámolták a feudalizmust.

## Népessége
A népesség számának alakulása:

## Főbb látnivalói
- Torre di Cerrano (egykori tengerparti őrtorony)
- San Silvestro-templom